# Patricio Schwob
Patricio David Schwob León (* 14. April 1986 in Santiago) ist ein ehemaliger chilenischer Fußballspieler auf der Position des Stürmers.

## Karriere
Patricio Schwob begann seine Profikarriere 2005 bei Deportes Arica und spielte anschließend für verschiedene chilenische Vereine. 2017 beendete er seine Karriere bei Deportes Pintana. Nach seiner Fußballkarriere wanderte er Ende 2022 in die USA aus und fand einen Job in der Automobilindustrie.